# Punta del Toro
La punta del Toro (en inglés: Bull Point) es un cabo que marca la entrada este a la rada del Toro, en la isla Soledad, Islas Malvinas. Además forma una de las partes más meridionales de la isla y de las dos islas principales de las Malvinas. Se encuentra en la costa sur de la bahía de los Abrigos, cerca de la punta Marsopa y la punta Tussac. Un sector de 1500 hectáreas ha sido identificado por BirdLife International como «Área Importante para las Aves» (IBA).

## Toponimia

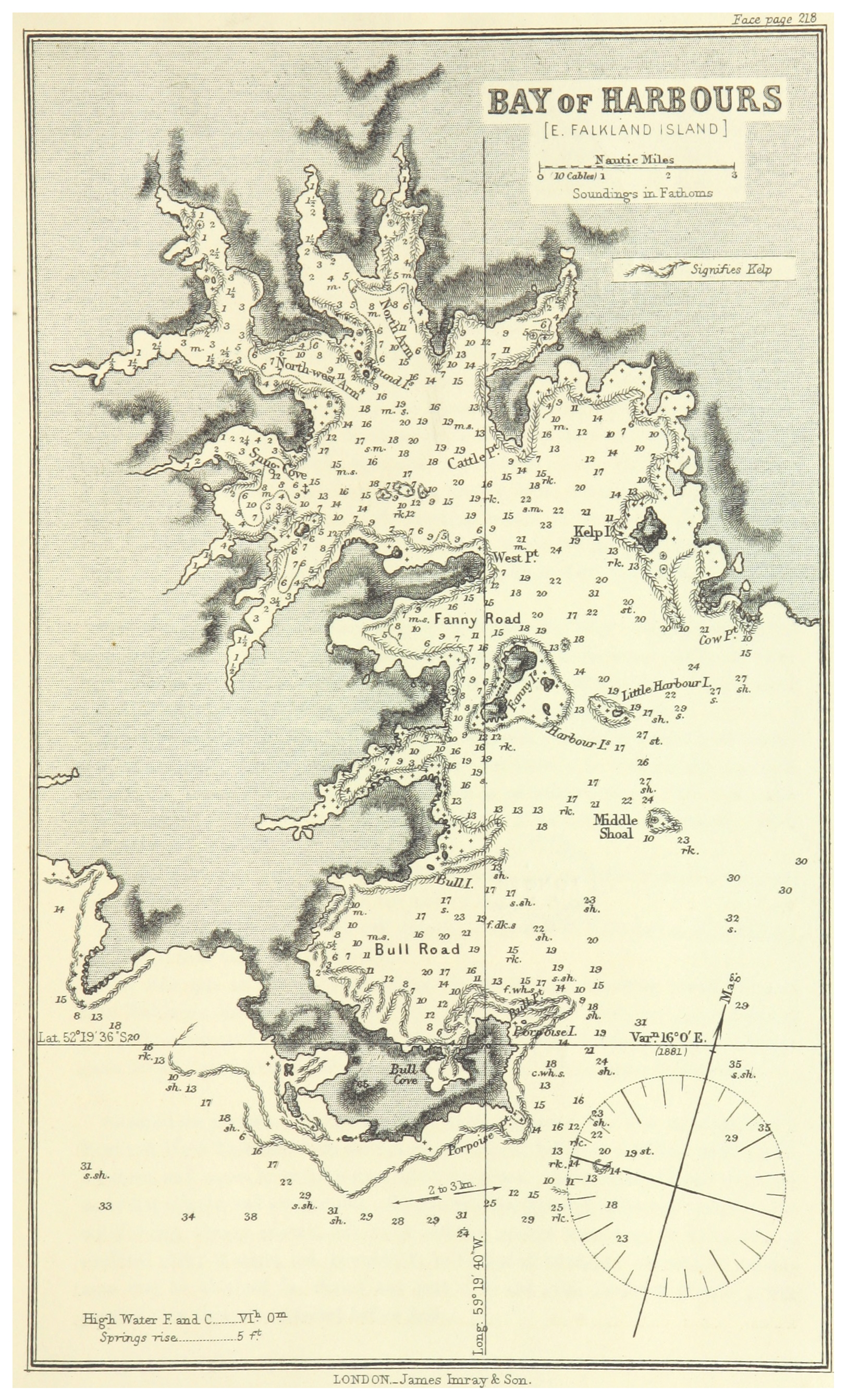
Mapa británico de 1884 de la punta y todos sus alrededores con la toponimia británica.

El topónimo es de origen español y luego fue traducido y adaptado al inglés usándose también en otros sitios cercanos. De hecho, cerca de aquí se encuentra el ‘Rincón del Toro’, mencionado así por Charles Darwin en los documentos de su viaje, cuando viajó por la isla Soledad acompañado de dos gauchos.

St Jago pronto separó una vaca gorda, arrojó sus bolas, que llegaron a las piernas, pero no la enredaron: se le cayó su sombrero para marcar el lugar donde cayeron las bolas, desenrolló su lazo y otra vez que se inició la persecución, por fin, la cogió alrededor de los cuernos. (...) La carne asada con la piel (carne con cuero) es conocido sobre todas estas partes de Sudamérica por su excelencia - que tiene la misma relación con la carne vacuna común, lo que hace a la carne de venado cordero. - Estoy seguro de que si algún digno regidor venía una vez para probarlo, la carne con cuero pronto se celebraría en Londres. (...) Nosotros dormimos en un valle en la lengua de tierra que une el Rincón del Toro, la gran península hasta el punto suroeste de la isla. El valle estaba bastante bien protegido del viento frío, pero había muy poca maleza para hacer un fuego. Los gauchos pronto encontraron lo que para mi sorpresa se hizo casi tan caliente como un fuego de carbones, fueron los huesos de un buey, pero últimamente ya comida toda la carne interceptada por los buitres. Me dijeron que en época de invierno a menudo han matado a un animal, limpiaron la carne de los huesos con sus cuchillos, y luego con estos mismos huesos asaron la carne para la cena. ¡Qué curiosos recursos necesarios para poner a los hombres a descubrir!

## Flora y fauna

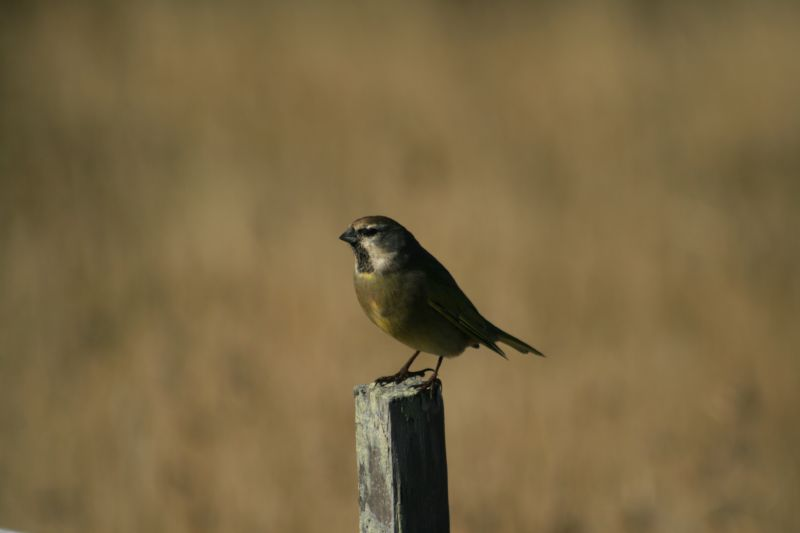
Yal austral o yal cejiblanco (Melanodera melanodera)

El área es parte de una granja sujeta a pastoreo, aunque la parte de la punta ha sido cercada para la conservación de aves. El terreno es generalmente bajo y con un variado hábitat de brezales marinos en las zonas altas y las playas de arena y rocas en la costa. Los sistemas dunares cubren gran parte del extremo sur. El área conforma el hábitat de aves zancudas y aves acuáticas. Además, en el área se han registrado varias variedades de plantas y hábitats de mamíferos marinos.
Entre las 101 especies de plantas registradas, se encuentran, por ejemplo la Chevreulia lycopodioides, Nassauvia gaudichaudii y la Leucheria suaveolens, todas ellas endémicas de las islas. Entre los mamíferos se encuentran el lobo marino de un pelo (Otaria flavescens) y el elefante marino del sur (Mirounga leonina). Las aves conservadas aquí son el pato vapor malvinero (Tachyeres brachypterus), cauquén colorado (Chloephaga rubidiceps — 65 parejas reporductoras), pingüinos papúa (Pygoscelis papua — 4800 pares), pingüinos de Magallanes (Spheniscus magellanicus) y el yal austral (Melanodera melanodera).